# Milo Manheim
Milo Jacob Manheim, dit Milo Manheim, né le 6 mars 2001  dans le quartier de Venice à Los Angeles (Californie), est un acteur, chanteur, danseur et musicien américain. Il se fait principalement connaître pour son rôle de Zed dans les films Zombies (2018), Zombies 2 (2020) et Zombies 3 (2022), Zombies 4 (2025). En 2018, il atteint la deuxième place lors de la 27e saison de l'émission Dancing with the stars. Depuis 2022, il apparaît dans la série School Spirits sur Paramount+.

## Biographie
Milo est né le 6 mars 2001  à Los Angeles en Californie. Il est le fils de l'actrice Camryn Manheim et de l’ancien modèle Jeffrey Brezovar. Issu d'une famille juive, il a suivi sa scolarité dans une école juive laïque en Californie. 

## Carrière
Milo a entamé sa carrière d'acteur à l'âge de six ans, au sein d'un programme extrascolaire à Culver City. Depuis 2008, il a participé à vingt comédies musicales différentes avec la compagnie Liza Monjauze Productions. En 2009, il obtient son premier rôle dans un épisode de Ghost Whisperer, où il partage l'affiche avec sa mère. En 2017, il reçoit le prix de la « Meilleure Performance dans un Rôle Principal (Outstanding Performance in a Leading Role) » au New York Musical Theatre Festival pour son interprétation dans la comédie musicale Generation Me.
Il obtient le rôle principal de Zed aux côtés de Meg Donnelly dans les téléfilms Zombies (2018), Zombies 2 (2020) et Zombies 3 (2022), diffusés sur Disney Channel et Disney+.
En 2018, Milo Manheim participe à la 27e saison de l'émission Dancing with the stars, en duo avec la danseuse Witney Carson (en). Le 19 novembre 2018, ils terminent la compétition à la deuxième place, devancés par l'animateur de radio Bobby Bones.
En août 2022, Milo Manheim interprète le rôle principal aux côtés de Peyton List dans la série School Spirits, diffusée sur Paramount+ .
En février 2025, il obtient le rôle de Seymour dans la reprise Off-Broadway de Little Shop of Horrors, aux cotés de l'actrice Elizabeth Gillies.

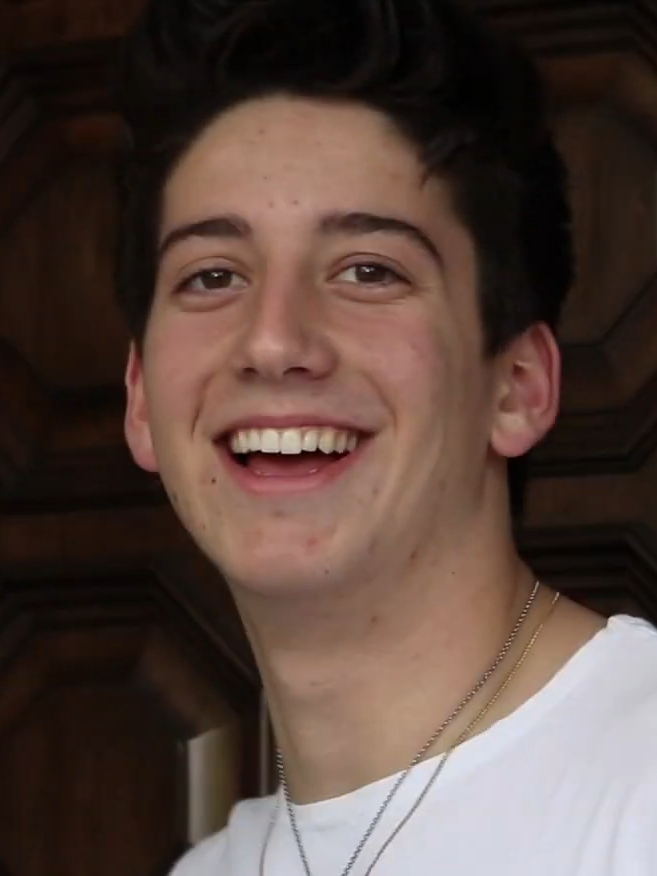
Milo Manheim en 2019.

## Filmographie

### Cinéma
- 2021 : Army of Thieves de Shay Hatten : caméo
- 2023 : Thanksgiving : La Semaine de l'horreur (Thanksgiving) de Eli Roth : Ryan
- 2024 : Voyage vers Bethléem (Journey to Bethlehem) de Adam Anders : Joseph

### Télévision

#### Séries télévisées
- 2009 : Ghost Whisperer : Riley (1 épisode)
- 2018 - 2019 : American Housewife : Pierce (4 épisodes)
- 2021 : The Conners : Josh (3 épisodes)
- 2023 : Docteur Doogie : Nico (saison 2)
- 2023 - Présent : School Spirits : Wally

#### Téléfilms
- 2018 : Zombies de Paul Hoen : Zed Necrodopolis
- 2020 : Zombies 2 de Paul Hoen : Zed Necrodopolis
- 2022 : Zombies 3 de Paul Hoen : Zed Necrodopolis
- 2023 : Un bal pour Harvard (Prom Pact) de Anya Adams : Ben
- 2025 : Zombies 4 de Paul Hoen : Zed Necrodopolis

#### Émissions
- 2018 : Dancing with the stars (candidat)
- 2019 : Celebrity Family Feud (candidat)

#### Doublage
- 2020 : Zombies : Addison's Moonstone Mystery : Zed
- 2021 : Zombies : Addison's Monster Mystery : Zed

#### Clips
- 2021 : We own the summer
- 2023 : Feather de Sabrina Carpenter

## Théâtre

### Comédies musicales
- 2017 : Generation Me : Milo Reynolds[13]
- 2024 : American Idiot : Voix de Johnny[14]
- 2025 : Little Shop of Horrors dirigé par Michael Mayer : Seymour